# Cantone di Villeneuve-Saint-Georges
Il Cantone di Villeneuve-Saint-Georges è una divisione amministrativa dell'Arrondissement di Créteil.
A seguito della riforma complessiva dei cantoni del 2014 è passato da 1 a 3 comuni.

## Composizione
Prima della riforma del 2014 comprendeva solo la parte sud-ovest del comune di Villeneuve-Saint-Georges.
Dal 2015 comprende parte del comune di Villeneuve-Saint-Georges e i comuni di:
- Limeil-Brévannes
- Valenton